# Parthenonfriezen
Onder de Parthenonfriezen (in het Verenigd Koninkrijk de Elgin Marbles genoemd) verstaat men naast een verzameling marmeren ornamentele sculpturen van het Parthenon (friezen en metopen) van de Atheense Akropolis een van de kariatiden van het Erechtheion die zich vanaf 1816 in het British Museum te Londen bevinden.

## Toelichting

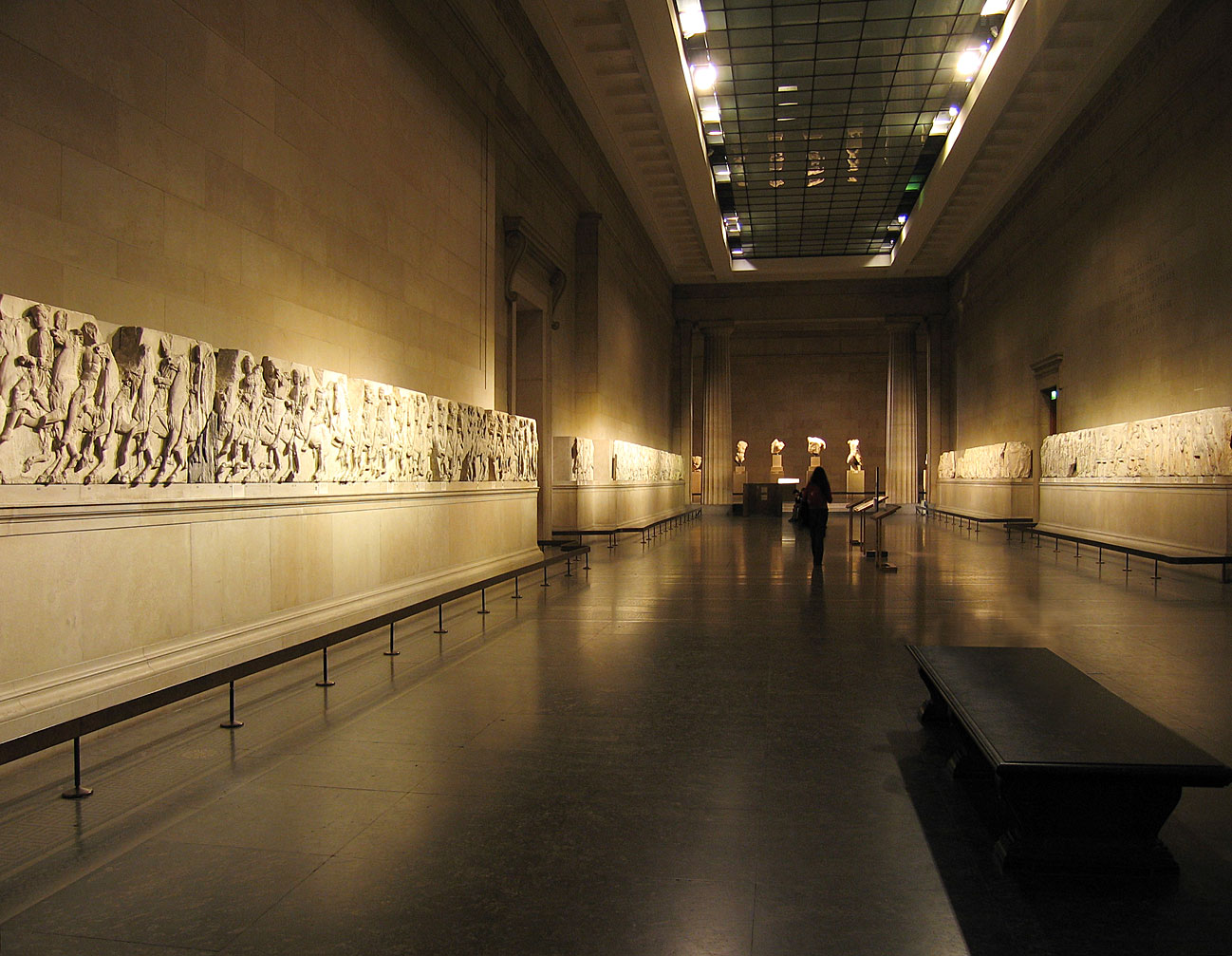
De zaal in het British Museum met de Elgin Marbles

De bewuste beeldhouwwerken werden door de Britse Lord Thomas Bruce (1766-1841), 7e graaf van Elgin and Kincardine en toenmalig gezant (1799 tot 1802) van de Engelse kroon bij de Ottomaanse sultan in Constantinopel, tussen 1801 en 1804 vanuit Athene naar Londen vervoerd.
De verwoede kunstverzamelaar Lord Elgin liet het materiaal verwijderen met toelating van de lokale Turkse overheid. Zijn bedoelingen waren oorspronkelijk echter vrij bescheiden: hij vroeg alleen maar de toestemming om schetsen en enkele plaasteren afgietsels te laten maken ten behoeve van het landhuis dat hij zich in Engeland liet bouwen. Tijdens zijn verblijf in Athene ervoer hij echter de omkoopbaarheid én het totale gebrek aan kennis en interesse van de Turkse ambtenaren, en maakte van deze situatie misbruik om het waardevolle beeldhouwwerk, meer dan de helft van wat de tand des tijd overleefde, als "studiemateriaal" naar Engeland te verschepen. Het werk in Athene werd uitgevoerd door de Italiaanse landschapsschilder Giovanni Battista Lusieri, die met hulp van een paar andere, door Elgin ingehuurde hulpkrachten enkele jaren aan dit project gewerkt heeft.
Door financiële problemen zag de lord zich in 1816 verplicht de kunstwerken te verkopen aan de Britse regering. Een toenmalige parlementaire commissie oordeelde dat kunstwerken van zulk een uitzonderlijke culturele waarde maar beter staatsbezit konden worden. Zodoende belandden ze ten slotte in speciaal daartoe ontworpen ruimtes van het British Museum. Het beroemdst zijn de Parthenonsculpturen en een van de kariatiden van het Erechtheion.

## Oorzaak van tegenspraak

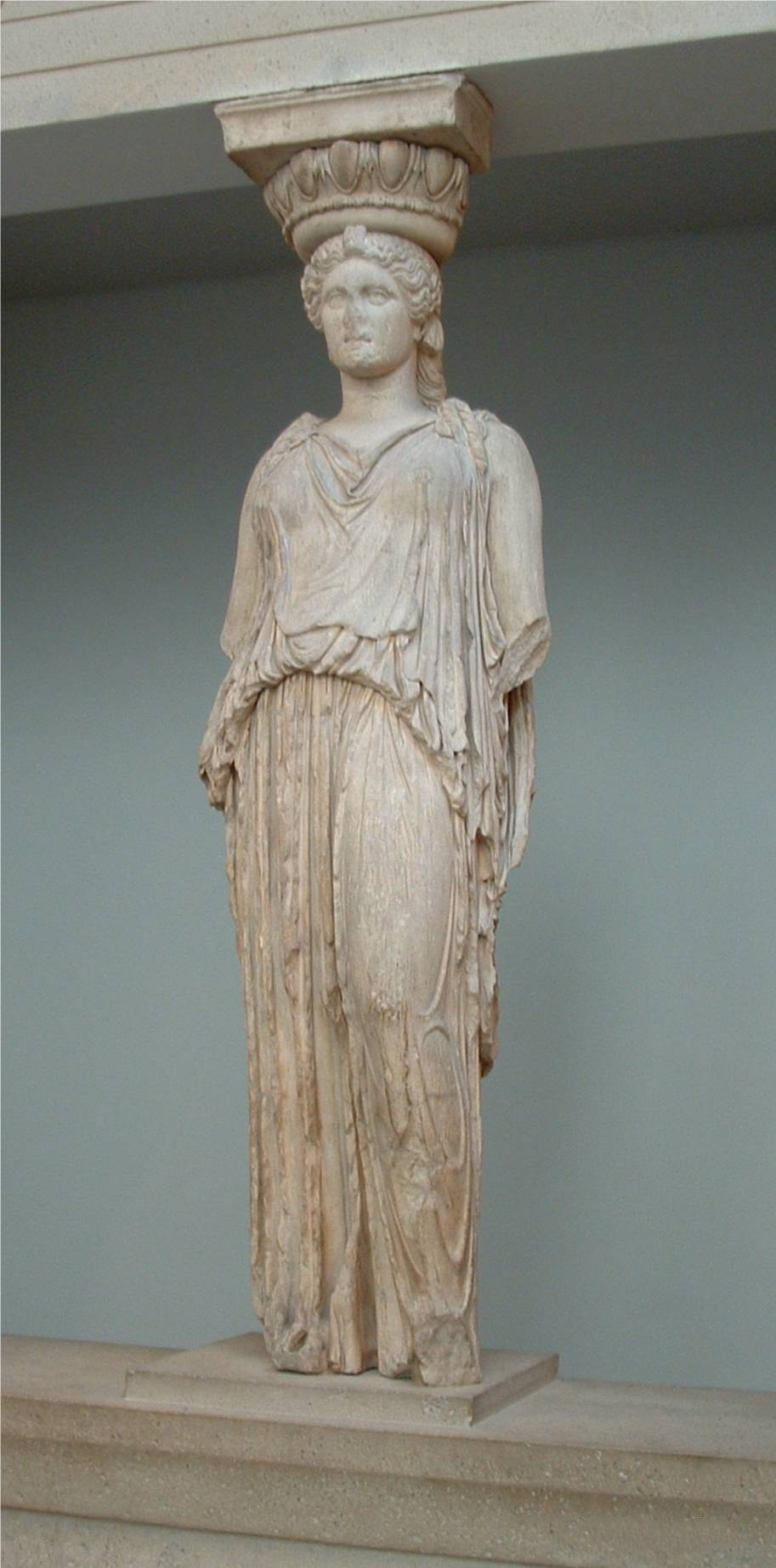
De originele kariatide in het British Museum

Al vanaf het begin was het weghalen van de sculpturen omstreden: de Britse dichter Byron, in 1810 en 1811 op Grand Tour in o.a. Griekenland, sprak er schande van. Tijdgenoten als Keats en Goethe daarentegen vonden de actie van Elgin een stimulans voor de herwaardering van de Oudheid in Europa.
Naar verluidt namen de 19e-eeuwse Grieken Lord Elgin vooral het verwijderen van de kariatide kwalijk. Volgens een middeleeuwse legende hielden de Atheners de beelden voor betoverde meisjes die weer tot leven zouden komen als de Turken het land hadden verlaten. Bijgelovige mensen meenden 's nachts klaagzangen te horen, die de achtergebleven korai om hun verloren zuster aanhieven.
Sinds de jaren 90 van de 20e eeuw zijn de Elgin Marbles het onderwerp van een meningsverschil tussen de Britse en de Griekse regering, die ze graag terug in eigen land wil krijgen om ze in het nieuwe Atheense Akropolismuseum een plaats te geven. Men wil zodoende op de oorspronkelijke site de beeldenverzameling wedersamenstellen. In de woordentwist gebruiken de Grieken regelmatig de woorden roofkunst en "vandalisme", terwijl de Britten liever de term "conservering" hanteren. Vooral toenmalig cultuurminister Melina Merkouri heeft met veel enthousiasme, maar zonder resultaat, geijverd voor de terugkeer van de Parthenon friezen naar Athene. Antonis Samaras, de Griekse cultuurminister in 2009, uitte bij de opening van het nieuwe museum in 2009 dezelfde wens. Ditmaal wederom tevergeefs.

## Recente ontwikkelingen
In 2013 verzocht de Unesco (de cultuurorganisatie van de Verenigde Naties) Groot-Brittannië om overleg te voeren over teruggave van deze culturele schat en werd, tevens, een aanbod tot bemiddeling gedaan. In 2014-2015 heeft Griekenland een team van internationale juridische adviseurs, met onder andere advocaat Amal Alamuddin Clooney, gevraagd een adviesrapport uit te brengen omtrent het vraagstuk van de Parthenonfriezen.
Griekenland heeft stap voor stap de weerstand tegen de teruggave weggenomen, en blijven onderhandelen. De kans wordt groot geacht dat de friezen in de komende jaren zullen worden teruggegeven aan Griekenland.

## Naamgeving
De officiële benaming van deze friezen is 'Parthenonfriezen', daar zij deel uitmaken van dit eeuwenoude Griekse heiligdom. In het Verenigd Koninkrijk staan zij echter, sinds Lord Elgin deze tempelbeelden heeft weggevoerd (1801-1804), bekend als de 'Elgin Marbles'. De naamgevingskwestie van deze heiligenbeelden vormt een integraal onderdeel van het debat over het eigendomsrecht van dit cultureel erfgoed.

## Wetenswaardig
In 1939 of 1940 werden de Elgin Marbles ondergebracht in een niet gebruikt gedeelte van metrostation Aldwych, waar ze 30 meter onder grond veilig zouden moeten zijn voor Duitse bombardementen. Ze bleven daar tot 1955.
Eind 2014 verliet een marmeren beeld van de Elgin Marbles, voorstellende de riviergod Ilissos voor het eerst sinds 1801 het museum voor een tentoonstelling in de Hermitage van Sint-Petersburg.

## Onderdeel van toekomstroman
Schrijver A. den Doolaard beschreef in zijn toekomstroman De goden gaan naar huis een geslaagde roof van het Grieks nationaal erfgoed uit het Londense museum.